# Ceratina guineae
Ceratina guineae är en biart som beskrevs av Embrik Strand 1912. Ceratina guineae ingår i släktet märgbin, och familjen långtungebin. Inga underarter finns listade i Catalogue of Life.